# Grand Prix Formule 1 van België 2023
De Grand Prix Formule 1 van België 2023 werd verreden op 30 juli op het Circuit de Spa-Francorchamps in Stavelot. Het was de twaalfde race van het seizoen.
De Grand Prix van België was de derde van zes GP-weekeinden dit jaar waarin een "sprint" gehouden werd. Een "sprint" is bijna hetzelfde als een normale race, met als groot verschil dat de wedstrijd minder lang duurt. De afstand van de sprintrace bedraagt circa 100 kilometer, de wedstrijd is daardoor van korte duur (ongeveer 30 minuten).
Het Grand Prix-weekend begon op vrijdag met de eerste vrije training van zestig minuten, daarna volgde de kwalificatie. De uitslag van deze kwalificatie bepaalde de startopstelling van de hoofdrace op zondag (inclusief mogelijke gridstraffen) en bepaalde tevens welke coureur de term "poleposition" toegekend krijgt.
Op zaterdagmorgen werd een tweede korte kwalificatiesessie (Sprint Shootout) gehouden die de startopstelling van de "sprint" bepaalde, waarna in de middag de "sprint" werd gereden.
Op zondag werd de hoofdrace gereden over een "normale" Grand Prix afstand (circa 300 kilometer) en de teams hadden een vrije bandenkeuze.

## Vrije training
- Enkel de top vijf wordt weergegeven.

| Pos. | Nr. | Coureur          | Constructeur               | Tijd     |
| ---- | --- | ---------------- | -------------------------- | -------- |
| 1    | 55  | Carlos Sainz jr. | Ferrari                    | 2:03.207 |
| 2    | 81  | Oscar Piastri    | McLaren-Mercedes           | 2:03.792 |
| 3    | 4   | Lando Norris     | McLaren-Mercedes           | 2:04.484 |
| 4    | 16  | Charles Leclerc  | Ferrari                    | 2:08.148 |
| 5    | 11  | Sergio Pérez     | Red Bull Racing-Honda RBPT | 2:08.240 |

## Kwalificatie
Charles Leclerc behaalde de twintigste pole position in zijn carrière doordat Max Verstappen een straf op de grid kreeg.
| Pos.                   | Nr. | Coureur          | Constructeur               | Kwalificatietijden | Kwalificatietijden | Kwalificatietijden | Grid   |
| Pos.                   | Nr. | Coureur          | Constructeur               | Q1                 | Q2                 | Q3                 | Grid   |
| ---------------------- | --- | ---------------- | -------------------------- | ------------------ | ------------------ | ------------------ | ------ |
| 1                      | 1   | Max Verstappen   | Red Bull Racing-Honda RBPT | 1:58.515           | 1:52.784           | 1:46.168           | 6 *1   |
| 2                      | 16  | Charles Leclerc  | Ferrari                    | 1:58.300           | 1:52.017           | 1:46.988           | 1      |
| 3                      | 11  | Sergio Pérez     | Red Bull Racing-Honda RBPT | 1:58.899           | 1:52.353           | 1:47.045           | 2      |
| 4                      | 44  | Lewis Hamilton   | Mercedes                   | 1:58.563           | 1:52.345           | 1:47.087           | 3      |
| 5                      | 55  | Carlos Sainz jr. | Ferrari                    | 1:58.688           | 1:51.711           | 1:47.152           | 4      |
| 6                      | 81  | Oscar Piastri    | McLaren-Mercedes           | 1:58.872           | 1:51.534           | 1:47.365           | 5      |
| 7                      | 4   | Lando Norris     | McLaren-Mercedes           | 1:59.981           | 1:52.252           | 1:47.669           | 7      |
| 8                      | 63  | George Russell   | Mercedes                   | 1:59.035           | 1:52.605           | 1:47.805           | 8      |
| 9                      | 14  | Fernando Alonso  | Aston Martin-Mercedes      | 1:58.834           | 1:52.751           | 1:47.843           | 9      |
| 10                     | 18  | Lance Stroll     | Aston Martin-Mercedes      | 1:59.663           | 1:52.193           | 1:48.841           | 10     |
| 11                     | 22  | Yuki Tsunoda     | AlphaTauri-Honda RBPT      | 1:59.044           | 1:53.148           |                    | 11     |
| 12                     | 10  | Pierre Gasly     | Alpine-Renault             | 1:59.511           | 1:53.671           |                    | 12     |
| 13                     | 20  | Kevin Magnussen  | Haas-Ferrari               | 2:00.020           | 1:54.160           |                    | 16 *2  |
| 14                     | 77  | Valtteri Bottas  | Alfa Romeo-Ferrari         | 1:59.484           | 1:54.694           |                    | 13     |
| 15                     | 31  | Esteban Ocon     | Alpine-Renault             | 1:59.634           | 1:56.372           |                    | 14     |
| 16                     | 23  | Alexander Albon  | Williams-Mercedes          | 2:00.314           |                    |                    | 15     |
| 17                     | 24  | Zhou Guanyu      | Alfa Romeo-Ferrari         | 2:00.832           |                    |                    | 17     |
| 18                     | 2   | Logan Sargeant   | Williams-Mercedes          | 2:01.535           |                    |                    | 18     |
| 19                     | 3   | Daniel Ricciardo | AlphaTauri-Honda RBPT      | 2:02.159           |                    |                    | 19     |
| 20                     | 27  | Nico Hülkenberg  | Haas-Ferrari               | 2:03.166           |                    |                    | Pit *3 |
| Q1 107% tijd: 2:06.581 |     |                  |                            |                    |                    |                    |        |

*1 Max Verstappen kreeg een gridstraf van vijf plaatsen voor de vervanging van de versnellingsbak.

*2 Kevin Magnussen kreeg een gridstraf van drie plaatsen omdat hij Charles Leclerc hinderde tijdens de tweede kwalificatiesessie.

*3 Nico Hülkenberg kreeg een gridstraf van tien plaatsen voor de vervanging van de versnellingsbak en aandrijflijn. Hij moest vanuit de pit starten omdat deze nieuwe onderdelen onder Parc fermé condities gemonteerd werden zonder toestemming van de technisch afgevaardigde.

## Sprintkwalificatie
| Pos.                    | Nr. | Coureur          | Constructeur               | Kwalificatietijden | Kwalificatietijden | Kwalificatietijden | Grid |
| Pos.                    | Nr. | Coureur          | Constructeur               | SQ1                | SQ2                | SQ3                | Grid |
| ----------------------- | --- | ---------------- | -------------------------- | ------------------ | ------------------ | ------------------ | ---- |
| 1                       | 1   | Max Verstappen   | Red Bull Racing-Honda RBPT | 1:58.135           | 1:55.200           | 1:49.056           | 1    |
| 2                       | 81  | Oscar Piastri    | McLaren-Mercedes           | 2:00.056           | 1:56.392           | 1:49.067           | 2    |
| 3                       | 55  | Carlos Sainz jr. | Ferrari                    | 1:59.414           | 1:56.557           | 1:49.081           | 3    |
| 4                       | 16  | Charles Leclerc  | Ferrari                    | 1:59.575           | 1:56.265           | 1:49.251           | 4    |
| 5                       | 4   | Lando Norris     | McLaren-Mercedes           | 2:00.436           | 1:56.828           | 1:49.389           | 5    |
| 6                       | 10  | Pierre Gasly     | Alpine-Renault             | 2:00.032           | 1:56.137           | 1:49.700           | 6    |
| 7                       | 44  | Lewis Hamilton   | Mercedes                   | 1:58.939           | 1:55.823           | 1:49.900           | 7    |
| 8                       | 11  | Sergio Pérez     | Red Bull Racing-Honda RBPT | 1:59.362           | 1:55.878           | 1:49.961           | 8    |
| 9                       | 31  | Esteban Ocon     | Alpine-Renault             | 1:59.884           | 1:57.051           | 1:50.494           | 9    |
| 10                      | 63  | George Russell   | Mercedes                   | 2:00.475           | 1:57.393           | 1:55.742           | 10   |
| 11                      | 3   | Daniel Ricciardo | AlphaTauri-Honda RBPT      | 2:00.177           | 1:57.687           |                    | 11   |
| 12                      | 23  | Alexander Albon  | Williams-Mercedes          | 1:59.198           | Geen tijd          |                    | 12   |
| 13                      | 2   | Logan Sargeant   | Williams-Mercedes          | 2:00.031           | Geen tijd          |                    | 13   |
| 14                      | 18  | Lance Stroll     | Aston Martin-Mercedes      | 2:00.460           | Geen tijd          |                    | 14   |
| 15                      | 14  | Fernando Alonso  | Aston Martin-Mercedes      | 1:59.038           | Geen tijd          |                    | 15   |
| 16                      | 22  | Yuki Tsunoda     | AlphaTauri-Honda RBPT      | 2:00.568           |                    |                    | 16   |
| 17                      | 77  | Valtteri Bottas  | Alfa Romeo-Ferrari         | 2:00.951           |                    |                    | 17   |
| 18                      | 20  | Kevin Magnussen  | Haas-Ferrari               | 2:01.079           |                    |                    | 18   |
| 19                      | 24  | Zhou Guanyu      | Alfa Romeo-Ferrari         | 2:01.430           |                    |                    | 19   |
| SQ1 107% tijd: 2:06.404 |     |                  |                            |                    |                    |                    |      |
| DNQ                     | 27  | Nico Hülkenberg  | Haas-Ferrari               | Geen tijd *1       |                    |                    | 20   |

*1 Nico Hülkenberg zette geen tijd neer tijdens de eerste sprintkwalificatiesessie maar mocht van de stewards wel aan de sprint deelnemen.

## Sprint
Max Verstappen won voor de vijfde keer in zijn carrière een sprint.
| Pos.               | Nr. | Coureur          | Constructeur               | Rondes | Tijd / Oorzaak Uitval | Grid | Punten |
| ------------------ | --- | ---------------- | -------------------------- | ------ | --------------------- | ---- | ------ |
| 1                  | 1   | Max Verstappen   | Red Bull Racing-Honda RBPT | 11     | 24:58.433             | 1    | 8S     |
| 2                  | 81  | Oscar Piastri    | McLaren-Mercedes           | 11     | +6.677                | 2    | 7      |
| 3                  | 10  | Pierre Gasly     | Alpine-Renault             | 11     | +10.733               | 6    | 6      |
| 4                  | 55  | Carlos Sainz jr. | Ferrari                    | 11     | +12.648               | 3    | 5      |
| 5                  | 16  | Charles Leclerc  | Ferrari                    | 11     | +15.016               | 4    | 4      |
| 6                  | 4   | Lando Norris     | McLaren-Mercedes           | 11     | +16.052               | 5    | 3      |
| 7                  | 44  | Lewis Hamilton   | Mercedes                   | 11     | +16.757 *1            | 7    | 2      |
| 8                  | 63  | George Russell   | Mercedes                   | 11     | +16.822               | 10   | 1      |
| 9                  | 31  | Esteban Ocon     | Alpine-Renault             | 11     | +22.410               | 9    |        |
| 10                 | 3   | Daniel Ricciardo | AlphaTauri-Honda RBPT      | 11     | +22.806               | 11   |        |
| 11                 | 18  | Lance Stroll     | Aston Martin-Mercedes      | 11     | +25.007               | 14   |        |
| 12                 | 23  | Alexander Albon  | Williams-Mercedes          | 11     | +26.303               | 12   |        |
| 13                 | 77  | Valtteri Bottas  | Alfa Romeo-Ferrari         | 11     | +27.006               | 17   |        |
| 14                 | 20  | Kevin Magnussen  | Haas-Ferrari               | 11     | +32.986               | 18   |        |
| 15                 | 24  | Zhou Guanyu      | Alfa Romeo-Ferrari         | 11     | +36.342               | 19   |        |
| 16                 | 2   | Logan Sargeant   | Williams-Mercedes          | 11     | +35.571 *2            | 13   |        |
| 17                 | 27  | Nico Hülkenberg  | Haas-Ferrari               | 11     | +37.827               | 20   |        |
| 18                 | 22  | Yuki Tsunoda     | AlphaTauri-Honda RBPT      | 11     | +39.267               | 16   |        |
| DNF                | 11  | Sergio Pérez     | Red Bull Racing-Honda RBPT | 8      | Ongelukschade         | 8    |        |
| DNF                | 14  | Fernando Alonso  | Aston Martin-Mercedes      | 2      | Ongeluk               | 15   |        |
| Bron: formula1.com |     |                  |                            |        |                       |      |        |

S Max Verstappen reed in ronde 6 de snelste ronde in 1:58.943 maar in de sprint levert dit geen extra punt op.

*1 Lewis Hamilton eindigde als vierde maar kreeg een tijdstraf van vijf seconden voor het veroorzaken van een botsing met Sergio Pérez.

*2 Logan Sargeant eindigde als veertiende maar kreeg een tijdstraf van vijf seconden voor het te snel rijden in de pitstraat.

## Wedstrijd
Max Verstappen behaalde de vijfenveertigste Grand Prix-overwinning in zijn carrière.
| Pos.               | Nr. | Coureur          | Constructeur               | Rondes | Tijd / Oorzaak Uitval | Grid | Punten |
| ------------------ | --- | ---------------- | -------------------------- | ------ | --------------------- | ---- | ------ |
| 1                  | 1   | Max Verstappen   | Red Bull Racing-Honda RBPT | 44     | 1:22:30.450           | 6    | 25     |
| 2                  | 11  | Sergio Pérez     | Red Bull Racing-Honda RBPT | 44     | +22.305               | 2    | 18     |
| 3                  | 16  | Charles Leclerc  | Ferrari                    | 44     | +32.259               | 1    | 15     |
| 4                  | 44  | Lewis Hamilton   | Mercedes                   | 44     | +49.671               | 3    | 13S    |
| 5                  | 14  | Fernando Alonso  | Aston Martin-Mercedes      | 44     | +56.184               | 9    | 10     |
| 6                  | 63  | George Russell   | Mercedes                   | 44     | +1:03.101             | 8    | 8      |
| 7                  | 4   | Lando Norris     | McLaren-Mercedes           | 44     | +1:13.719             | 7    | 6      |
| 8                  | 31  | Esteban Ocon     | Alpine-Renault             | 44     | +1:14.719             | 14   | 4      |
| 9                  | 18  | Lance Stroll     | Aston Martin-Mercedes      | 44     | +1:19.340             | 10   | 2      |
| 10                 | 22  | Yuki Tsunoda     | AlphaTauri-Honda RBPT      | 44     | +1:20.221             | 11   | 1      |
| 11                 | 10  | Pierre Gasly     | Alpine-Renault             | 44     | +1:23.084             | 12   |        |
| 12                 | 77  | Valtteri Bottas  | Alfa Romeo-Ferrari         | 44     | +1:25.191             | 13   |        |
| 13                 | 24  | Zhou Guanyu      | Alfa Romeo-Ferrari         | 44     | +1:35.441             | 17   |        |
| 14                 | 23  | Alexander Albon  | Williams-Mercedes          | 44     | +1:36.184             | 15   |        |
| 15                 | 20  | Kevin Magnussen  | Haas-Ferrari               | 44     | +1:41.754             | 16   |        |
| 16                 | 3   | Daniel Ricciardo | AlphaTauri-Honda RBPT      | 44     | +1:43.071             | 19   |        |
| 17                 | 2   | Logan Sargeant   | Williams-Mercedes          | 44     | +1:44.476             | 18   |        |
| 18                 | 27  | Nico Hülkenberg  | Haas-Ferrari               | 44     | +1:50.450             | Pit  |        |
| DNF                | 55  | Carlos Sainz jr. | Ferrari                    | 23     | Botsingschade         | 4    |        |
| DNF                | 81  | Oscar Piastri    | McLaren-Mercedes           | 0      | Botsingschade         | 5    |        |
| Bron: formula1.com |     |                  |                            |        |                       |      |        |

S Lewis Hamilton reed voor de drieënzestigste keer in zijn carrière een snelste ronde en behaalde hiermee een extra punt.

## Tussenstanden wereldkampioenschap
Betreft tussenstanden voor het wereldkampioenschap na afloop van de race.

### Coureurs
| Pos. | Nr. | Coureur          | Constructeur               | Punten |
| ---- | --- | ---------------- | -------------------------- | ------ |
| 1    | 1   | Max Verstappen   | Red Bull Racing-Honda RBPT | 314    |
| 2    | 11  | Sergio Pérez     | Red Bull Racing-Honda RBPT | 189    |
| 3    | 14  | Fernando Alonso  | Aston Martin-Mercedes      | 149    |
| 4    | 44  | Lewis Hamilton   | Mercedes                   | 148    |
| 5    | 16  | Charles Leclerc  | Ferrari                    | 99     |
| 6    | 63  | George Russell   | Mercedes                   | 99     |
| 7    | 55  | Carlos Sainz jr. | Ferrari                    | 92     |
| 8    | 4   | Lando Norris     | McLaren-Mercedes           | 69     |
| 9    | 18  | Lance Stroll     | Aston Martin-Mercedes      | 47     |
| 10   | 31  | Esteban Ocon     | Alpine-Renault             | 35     |

### Constructeurs
| Pos. | Constructeur               | Punten |
| ---- | -------------------------- | ------ |
| 1    | Red Bull Racing-Honda RBPT | 503    |
| 2    | Mercedes                   | 247    |
| 3    | Aston Martin-Mercedes      | 196    |
| 4    | Ferrari                    | 191    |
| 5    | McLaren-Mercedes           | 103    |
| 6    | Alpine-Renault             | 57     |
| 7    | Williams-Mercedes          | 11     |
| 8    | Haas-Ferrari               | 11     |
| 9    | Alfa Romeo-Ferrari         | 9      |
| 10   | AlphaTauri-Honda RBPT      | 3      |